# Вірен Роберт Миколайович
Роберт Миколайович Вірен (рос. Роберт Николаевич Вирен; 6 січня 1857 — 14 березня 1917), також відомий як Роберт Рейнгольд фон Вірен — кадровий морський офіцер в імператорському російському флоті на Балтиці, брав участь у російсько-японській війні 1904—1905 рр.

## Життєпис
Вірен випустився з кадетського корпусу в 1877 році, після чого служив мічманом на кліпері Балтійського флоту. У 1883 році він був підвищений до лейтенанта і нагороджений орденом Святого Станіслава 3-го ступеня. У 1884 році закінчив військове училище, у 1888 році був нагороджений орденом Св. Анни 3-го ступеня. Після закінчення Миколаївської морської академії у 1889 році служив офіцером на броненосці «Петро Великий», у 1891 р. отримав звання командира-лейтенанта. Став капітаном 2-го рангу в 1894 році. Згодом він командував низкою суден Балтійського флоту і отримав звання капітана 1-го рангу в 1901 році. У 1903 році йому було передано командування сучасним броненосним крейсером «Баян».
На початку російсько-японської війни Вірен командував «Баяном» у складі російської Тихоокеанської ескадри, що базувалася в Порт-Артурі. Під час битви при Порт-Артурі він заслужив репутацію сміливого та здібного полководця. Після смерті адмірала Вільгельма Вітгефта в битві на Жовтому морі князь Павло Ухтомський на короткий час прийняв командування Порт-Артурською ескадрою, але не зміг заручитися підтримкою чи повагою своїх колег. Оскільки жоден офіцер не міг дістатися до обложеного порту, Вірен, ще порівняно молодший офіцер із невеликим стажем, отримав звання контр-адмірала і 4 вересня 1904 року прийняв командування ескадрою на останніх чотирьох місяців облоги. Протягом цього часу, оскільки обложений флот не міг вирушити у море і піддавався безперервному бомбардуванню з суші, Вірен наказав позбавити своїх військових кораблів гармат, які використовувалися для посилення оборони порту на суші, а його морякам було наказано битися як морська піхота. Був поранений у бою в листопаді 1904 р. Після капітуляції Порт-Артура потрапив у полон до японців. Після війни був нагороджений орденом Золотий меч «За хоробрість» та орденом Святого Георгія 4-го ступеня, а також орденом Св. Станіслава 1-го ступеня з мечами.
Вірен також був призначений начальником артилерійської підготовки Балтійського флоту в 1906—1907 роках, а в 1907—1908 роках став командувачем Чорноморським флотом. Відзначався як суворий керівник. У 1908—1909 роках служив у Адміралтействі. У 1909 році став комендантом Кронштадтського порту і отримав звання віце-адмірала.
Після початку Першої світової війни Вірен отримав звання адмірала, це сталося 15 лютого 1915 року. У 1916 році він був нагороджений орденом Святого Георгія 3-го ступеня за особисту хоробрість у запобіганні вибуху порохового складу в Петровському форті в Кронштадті. Однак після початку Лютневої революції в березні 1917 року Вірен був одним із кількох старших офіцерів, побитих пробільшовицькими моряками на Якірній площі в Кронштадті.
Вірена поховали на лютеранському (німецькому) кладовищі в Кронштадті. Точне місце було втрачено, але в 1990-х роках на його пам'ять встановили символічний пам'ятний камінь.

## Відзнаки
- Орден Святого Станіслава 3-го ступеня
- Орден Святої Анни 3 ступеня
- Орден Святого Станіслава 2 ступеня
- Орден Святої Анни 2 ступеня
- Орден Святого Володимира 4 ступеня з бантом
- Орден Святого Володимира 3 ст
- Орден Святого Станіслава 1 ступеня
- Орден Святої Анни
- Орден Святого Володимира 2 ст
- Орден Білого Орла
- Орден Святого Георгія 4 ст
- Золотий меч за хоробрість